# Bernhard Wulff
Bernhard Wulff (* 1948 in Hamburg) ist ein deutscher Komponist, Dirigent, Schlagzeuger und Musikwissenschaftler.

## Leben
Wulff studierte Dirigieren, Komposition und Schlagzeug in Hamburg, Freiburg, Basel und Siena. Er wurde 1972 an die Hochschule für Musik Freiburg berufen und lehrte dort bis zu seiner Emeritierung 2017 als Professor für Schlaginstrumente.
Als Dirigent ist er tätig in Europa, Südamerika, USA, Japan, Zentralasien und den Nachfolgestaaten der Sowjetunion und als Gastprofessor wirkt er an diversen Universitäten, darunter in New York (Juilliard und Manhattan School), Tokyo, Buenos Aires, Santiago de Chile, Mexiko-Stadt, Rochester, Montevideo, Odessa, San Juan, Ulan Bator, Hanoi. 
Als Komponist schrieb er für verschiedene Gattungsformen und interessierte sich insbesondere für Klanginstallationen und Biosignalverarbeitung. Er entdeckte und rekonstruierte ab 1989 die sinfonischen Werke von Viktor Ullmann. Vortragsreisen als Musikwissenschaftler zur Ullmann-Thematik führten ihn in viele Länder. 
Bernhard Wulff ist Gründer und künstlerischer Leiter mehrerer internationaler Musikfestivals: „Two Days and two nights“ in Odessa, Ukraine, Roaring Hooves in der Mongolei/Wüste Gobi, „Silk Sound Road“ in Kirgisien, „Caspian Fires“ in Aserbaijan und „Cracking Bamboo“ in Vietnam. Für seine Verdienste um die mongolische Kultur erhielt er 2010 die Ehrendoktorwürde der Universität Ulan Bator und wurde von der mongolischen Regierung zum Kulturbotschafter der Mongolei ernannt.

## Privates
Seine Söhne Jan-Markus Wulff und Tobias Wulff sowie seine Tochter Katrin Osner sind ebenfalls in der Musik- und Medienbranche tätig.